# Sâles
Sâles (Freiburger Patois Châlèⓘ) ist eine politische Gemeinde im Greyerzbezirk des Kantons Freiburg in der Schweiz.
Zur Unterscheidung von der Ortschaft Sales im Saanebezirk wurde die Gemeinde früher offiziell mit dem Namenszusatz Sâles (Gruyère) bezeichnet. Am 1. Januar 2001 wurden die vorher selbständigen Gemeinden Maules, Romanens und Rueyres-Treyfayes nach Sâles eingemeindet.

## Geographie
Sâles liegt auf 825 m ü. M., 6,5 km westlich des Bezirkshauptortes Bulle (Luftlinie). Das Bauerndorf erstreckt sich am Bachlauf Ruisseau des Roubaltes auf dem breiten Sattel südwestlich des Hügelzugs des Mont Gibloux zwischen den Einzugsgebieten von Saane (französisch: Sarine) und Glâne, im Freiburger Alpenvorland.
Die Fläche des 18,8 km² grossen Gemeindegebiets umfasst einen Abschnitt des südlichen höheren Freiburger Mittellandes. Der südwestliche Gemeindeteil liegt im leicht gewellten Hochland (rund 830 m ü. M.) am Alpennordrand und wird durch die Neirigue, die in einer breiten Talniederung fliesst, nach Norden zur Glâne entwässert. In einem schmalen Zipfel erstreckt sich der Gemeindeboden nach Süden über das Waldgebiet L'Esserta (871 m ü. M.) an den Oberlauf der Sionge und bis an die Kantonsstrasse von Bulle nach Châtel-Saint-Denis. Südlich von Sâles befindet sich das Moorgebiet Les Mosses.
Im Nordosten umfasst die Gemeindefläche den sanft geneigten Hang am Südwestrand des Hügelzugs des Mont Gibloux. Die Abgrenzung bilden im Norden der Waldhügel Es Verraux (976 m ü. M.), im Nordosten der Wald Au Dévin und die ausgedehnte Moorlandschaft Les Gurles, im Osten die Höhe Joux de Pra Filieux, auf der mit 1057 m ü. M. der höchste Punkt von Sâles erreicht wird, und im Südosten der Bach Ruisseau de Létivan (im Einzugsgebiet der Saane). Von der Gemeindefläche entfielen 1997 5 % auf Siedlungen, 20 % auf Wald und Gehölze, 74 % auf Landwirtschaft, und etwas mehr als 1 % war unproduktives Land.
Zu Sâles gehören die Dörfer Maules (893 m ü. M.), Romanens (893 m ü. M.) und Rueyres (842 m ü. M.), die Weiler La Rosaire (834 m ü. M.), Vers chez Descloux (876 m ü. M.) und Treyfayes (851 m ü. M.) am Südwesthang des Mont Gibloux, Vers chez Monney (831 m ü. M.) westlich der Neirigue und ein Teil von La Sionge (830 m ü. M.) am gleichnamigen Bach sowie zahlreiche Einzelhöfe. Nachbargemeinden von Sâles sind Vaulruz, Semsales, La Verrerie, Vuisternens-devant-Romont, Grangettes, Marsens und Riaz.

## Bevölkerung
Mit 1452 Einwohnern (Stand 31. Dezember 2023) gehört Sâles zu den mittelgrossen Gemeinden des Kantons Freiburg. Von den Bewohnern sind 96,0 % französischsprachig, 1,5 % deutschsprachig und 1,4 % portugiesischsprachig (Stand 2000). Die Bevölkerungszahl von Sâles belief sich 1900 auf 1189 Einwohner. Nachdem die Bevölkerung bis 1920 auf 1286 Personen angestiegen war, wurde bis 1980 ein markanter Rückgang um 30 % auf 897 Einwohner registriert. Seither wurde wieder eine deutliche Bevölkerungszunahme verzeichnet.

## Wirtschaft
Sâles war bis in die zweite Hälfte des 20. Jahrhunderts ein vorwiegend durch die Landwirtschaft geprägtes Dorf. Im 19. Jahrhundert gab es auf dem Gemeindegebiet grosse Getreideanbauflächen. Das nebenbei gewonnene Stroh wurde zu Strohmatten verarbeitet. Im Moorgebiet von Les Mosses wurde besonders während der beiden Weltkriege Torf gestochen.
Noch heute haben die Viehzucht und die Milchwirtschaft sowie in geringerem Mass der Ackerbau eine wichtige Bedeutung in der Erwerbsstruktur der Bevölkerung. Weitere Arbeitsplätze sind im lokalen Kleingewerbe und im Dienstleistungssektor vorhanden. In der Gemeinde sind verschiedene Kleinunternehmen wie Schreinereien, Zimmereien und Betriebe des Werkzeugmaschinenbaus sowie des Baus landwirtschaftlicher Geräte ansässig. In den letzten Jahrzehnten hat sich Sâles dank der attraktiven Lage auch zu einer Wohngemeinde entwickelt. Zahlreiche Erwerbstätige sind deshalb Wegpendler, die in den Regionen Bulle und Vevey-Montreux, teilweise auch in Lausanne arbeiten.

## Verkehr
Die Gemeinde ist verkehrstechnisch recht gut erschlossen, obwohl sie abseits der grösseren Durchgangsstrassen liegt. Der nächste Anschluss an die Autobahn A12, die seit 1981 von Bern bis Vevey durchgehend geöffnet ist, befindet sich rund 3 km vom Ortskern entfernt. Am 1. Juli 1868 wurde die Eisenbahnlinie von Romont nach Bulle mit einem Bahnhof in Sâles eingeweiht; eine weitere Haltestelle befindet sich bei Rueyres.

## Geschichte
Das Gemeindegebiet von Sâles war vermutlich bereits zur Römerzeit besiedelt. Überreste aus dieser Zeit wurden bei Romanens gefunden. An mehreren Orten wurden auch Gräber aus dem Frühmittelalter und der Burgunderzeit entdeckt. Seit dem Mittelalter besassen die Chorherren vom Grossen Sankt Bernhard die Kollatur von Sâles. 1603 kam die Pfarrei an das Freiburger Kapitel Sankt Niklaus. Das Dorf gehörte ebenso wie Maules und Romanens zur Herrschaft Vaulruz. Rueyres-Treyfayes bildete dagegen eine eigene kleine Herrschaft.

Altes Wappen von Sâles

Im Jahr 1536 kam Sâles unter freiburgische Herrschaft und wurde zusammen mit Maules und Romanens der Vogtei Vaulruz zugeteilt, Rueyres-Treyfayes kam hingegen an die Vogtei Romont. Nach dem Zusammenbruch des Ancien Régime (1798) gehörten die Dörfer während der Helvetik und der anschliessenden Zeit bis 1848 zum damaligen Bezirk Bulle, bevor sie in den Bezirk Greyerz eingegliedert wurden. Mit Wirkung auf den 1. Januar 2001 wurde die Fusion der bis dahin selbständigen Gemeinden Sâles, Maules, Romanens und Rueyres-Treyfayes zur neuen Grossgemeinde Sâles vollzogen. Anstatt ein neues Wappen zu entwerfen, wurde entschieden, nur die Farbe des Schildes zu ändern, um damit die Erweiterung der Gemeinde sichtbar zu machen.

## Sehenswürdigkeiten
Die Pfarrkirche von Sâles stammt ursprünglich aus dem 15. Jahrhundert, wurde später aber mehrfach umgestaltet und restauriert.